# Административное здание торгового дома Кунст и Альберс
Администрати́вное зда́ние торго́вого до́ма «Кунст и А́льберс» («дом Датта́на») — административное здание во Владивостоке. Построено в 1903 году по проекту архитектора Георга Юнгхенделя. Историческое здание на Светланской, 38/40; является объектом культурного наследия Российской Федерации.

## История
Здание построено в 1903 году торгово-промышленной компанией Торговый дом «Кунст и Альберс». В здании предполагалось разместить представительские апартаменты, клуб служащих с биллиардной и библиотекой, общежития приказчиков компании.
В советское время в здании находился отдел труда, лечебное учреждение. С 1930 по 1956 годы — физиотерапевтический институт. С 1957 года — больница физических методов лечения. В 2015 году здание было отдано под создание филиала Эрмитажа — центра «Эрмитаж-Владивосток». С 2016 года в здании проводятся «Дни Эрмитажа во Владивостоке», центр участвует в «Ночи музеев».

## Архитектура
Автором проекта здания выступил архитектор Георг Юнгхендель. Является одним из лучших примеров романтического модерна во Владивостоке; из-за своего «островного» расположения — между тремя улицами и центральной площадью, — выступает важным градостроительным акцентом и имеет большое значение в застройке центра города. Здание двухэтажное, П-образное в плане. Имеет цокольный этаж, нисходящий по рельефу к углу улиц Светланская и Уборевича. В высокой крыше расположен мансардный этаж. Стены выполнены из кирпича, облицованы силикатной и керамической фасадной плиткой немецкого производства. Фасады асимметричные, решены в крупной пластике раскреповок, эркеров, массивных балконов с балюстрадами, а также членений светло-жёлтых плоскостей стен лопатками и тягами из декоративного красного кирпича. Окна исполнены полукруглыми и лучковыми, окантованы рамками из декоративного кирпича. Стены здания окаймлены декоративным фризом с рельефным геометрическим орнаментом, выполненным также из декоративного красного кирпича. В сторону моря здание обращено ризалитами, увенчанными фронтонами, выполненными в барочных формах. Центральная ось выделена аттиком с шатрово-купольным покрытием и шпилем. Угол дома, обращённый к улицам Светланской и Уборевича, акцентирован шестигранным эркером с куполом, завершённым главкой на барабане. Выразительный силуэт здания формируют фронтоны, аттики, купола и окна-люкарны, прорезающие скаты крыши.